# Empatul
The Empath este un episod din sezonul al III-lea al serialului original Star Trek. A avut premiera la 6 decembrie 1968.

## Prezentare
În timpul unei vizite pe o planetă comdamnată pieirii, membrii detașamentului de debarcare sunt supuși unor experimente dureroase, menite să testeze o rasă empatică.

## Vezi și
- 1968 în științifico-fantastic